# 2018 AG37
2018 AG37, llamado informalmente Farfarout (Muy muy lejano), es un objeto transneptuniano. Fue observado por primera vez el 15 de enero de 2018 con el Telescopio Subaru desde el Observatorio Mauna Kea operado por el Instituto de Astronomía de la Universidad de Hawái, Estados Unidos. El objeto fue confirmado y numerado oficialmente el 10 de febrero de 2021 por el Minor Planet Center y acreditado su descubrimiento a los astrónomos estadounidenses Scott Sheppard, David Tholen y Chad Trujillo.

## Órbita
En el momento de su confirmación estaba situado a 132 Unidades Astronómicas por lo que ha sido necesario un prolongado tiempo de observación de más de dos años desde su primer avistamiento hasta que se ha podido realizar un primer cálculo de su órbita. Su órbita es muy excéntrica, lo que la lleva a tener un afelio estimado de 175 UA pero un  perihelio de únicamente 27 UA, más cercano al Sol que Neptuno, cuya órbita cruza. Este hecho da pie a pensar que el influjo gravitacional de Neptuno es el responsable de la elongada órbita de este objeto. Su periodo de revolución alrededor del Sol se aproxima al milenio de duración.

## Características físicas
Es un objeto de brillo muy débil y se le estima un diámetro de aproximadamente 400 km suponiendo que su composición sea similar a la de otros objetos transneptunianos compuestos de diversos hielos.